# Будзиська (Сілезьке воєводство)
Будзиська (пол. Budziska, нім. Bachweiler) — село в Польщі, у гміні Кузня-Рациборська Рациборського повіту Сілезького воєводства.
Населення — 818 осіб (2011).
У 1975-1998 роках село належало до Катовицького воєводства.

## Демографія
Демографічна структура станом на 31 березня 2011 року:
|          | Загалом | Допрацездатний вік | Працездатний вік | Постпрацездатний вік |
| -------- | ------- | ------------------ | ---------------- | -------------------- |
| Чоловіки | 409     | 67                 | 291              | 51                   |
| Жінки    | 409     | 64                 | 256              | 89                   |
| Разом    | 818     | 131                | 547              | 140                  |